# الولد الوحيد في نيويورك (فلم)
الفتى الوحيد الذي يعيش في نيويورك(بالإنجليزية: The Only Living Boy in New York) هو فيلم درامي أمريكي صدر في عام 2017 من إخراج مارك ويب وكتابةألان لوب. نجوم الفيلم همكالوم تيرنر، كيت بيكينسيل و بيرس بروسنان وسينثيا نيكسون وجيف بريدجز. صدر الفيلم في 11 أغسطس 2017 من قبل رودسايد أتراكشن وإستوديوهات أمازون.

## الممثلين
- كالوم تيرنر بدور توماس ويب
- كيت بيكينسيل بدور جوانا[1]
- بيرس بروسنان بدور إيثان ويب.
- سينثيا نيكسون بدور جوديث ويب
- جيف بريدجز بدور وليام في جيرالد[2]
- كيرسي كليمونس بدور ميمي باستوري[3]
- ديبي مازار بدور آنا[4]
- بيل كامب بدورالعم المغفل
- تيت دونوفان بدور جورجي

## وصلات خارجية
- مقالات تستعمل روابط فنية بلا صلة مع ويكي بيانات